# 思い出すんだ
「思い出すんだ」(Remember) は、ジョン・レノンの楽曲。1970年発表のアルバム『ジョンの魂』に収録された。

## 概要
楽曲自体はレノンがビートルズに所属していた1969年の7月頃から存在していたとされている。歌詞には家族や権威、仲間などとの対立などが描かれている。
また、曲の最後に「Remember, remember The Fifth of November.」(思い出すんだ、思い出すんだ 11月5日のことを)という歌詞があるが、これは1605年に発生した火薬陰謀事件に由来し毎年この日にイギリスで行われている記念日『ガイ・フォークス・ナイト』を示しているとのこと。
また、最後に爆発音のサウンド・エフェクトが施されているが、これに関してレノンは1970年12月のインタビューで「イギリスの議事堂が爆破された日で、僕らイギリス人は毎年11月5日に松明を持ってお祝いするんだ。あれはアドリブでね。11月5日と言った後でカットして爆発音を加えた。面白いジョークだろ。ガイ・フォークス・デイって知らないかい？」と語っている。

## レコーディング
レコーディングは奇しくもレノンの30歳の誕生日である1970年の10月9日にロンドンのEMIレコーディング・スタジオで行われた。この日、レノンは自身の実の父親であるアルフレッド・レノンと再会しているが、当時レノンが受けていた「原初療法」という治療がきっかけで、レノンは父親に暴言を吐き、会談は失敗に終わったという。アルフレッドはこの当時を振り返り、「彼の表情は見るからに恐ろしかった」と語っている。
しかし、この日のセッションは明るいものであり、初期の本曲のトラックではレノンが「Happy Birthday to me 」と歌っている音源、スタジオを訪問したジョージ・ハリスンの到着を喜ぶ姿などが録音されている。
当初は8分以上にも及ぶ長さであり、オルガンや口琴がオーバーダビングされていたが、これらはカットされている。代わりにエンディングの爆発音が追加された。

## クレジット
- ジョン・レノン - ボーカル、ピアノ
- リンゴ・スター - ドラムス
- クラウス・フォアマン - ベース